# مصطفی کاراسو
مصطفی کاراسو که با نام حسین علی نیز شناخته می‌شود، معاون رئیس  و بنیانگذار علوی حزب کارگران کردستان (PKK) است،

## زندگینامه
کاراسو در کاراپینار ، گورون متولد شد .  او به همراه جمیل بایک و دوران کالکان به عنوان یکی از تندروهای رهبری پ.ک.ک شناخته می‌شود و گفته می‌شود که با ایران ارتباط دارد .  او رهبر گروه‌های علوی درون پ.ک.ک است.  نام او در فهرست 248 عضو پ.ک.ک بود که ترکیه در 10 ژوئیه 2010 خواستار استرداد آنها از عراق شد. 
او پس از کودتای ۱۹۸۰ ترکیه چندین سال زندانی شد و پس از آزادی، به عضویت دفتر سیاسی (شورای رهبری) پ.ک.ک درآمد و جبهه مردمی این گروه، یعنی جبهه آزادیبخش ملی کردستان(ERNK)، را رهبری کرد.  پس از ۳ سال کار در شاخه سیاسی پ.ک.ک، در اروپا، عبدالله اوجالان او را برای کسب تجربه بیشتر در نبرد به جنوب شرقی ترکیه فراخواند .  او در حال حاضر عضو شورای اجرایی کنفدرالیسم جوامع کردستان (KCK) است که سازمان اصلی پ.ک.ک محسوب می‌شود.  او بارها در مورد مناقشه اسرائیل و فلسطین از فلسطینی‌ها حمایت کرده است . 